# Capnodiales

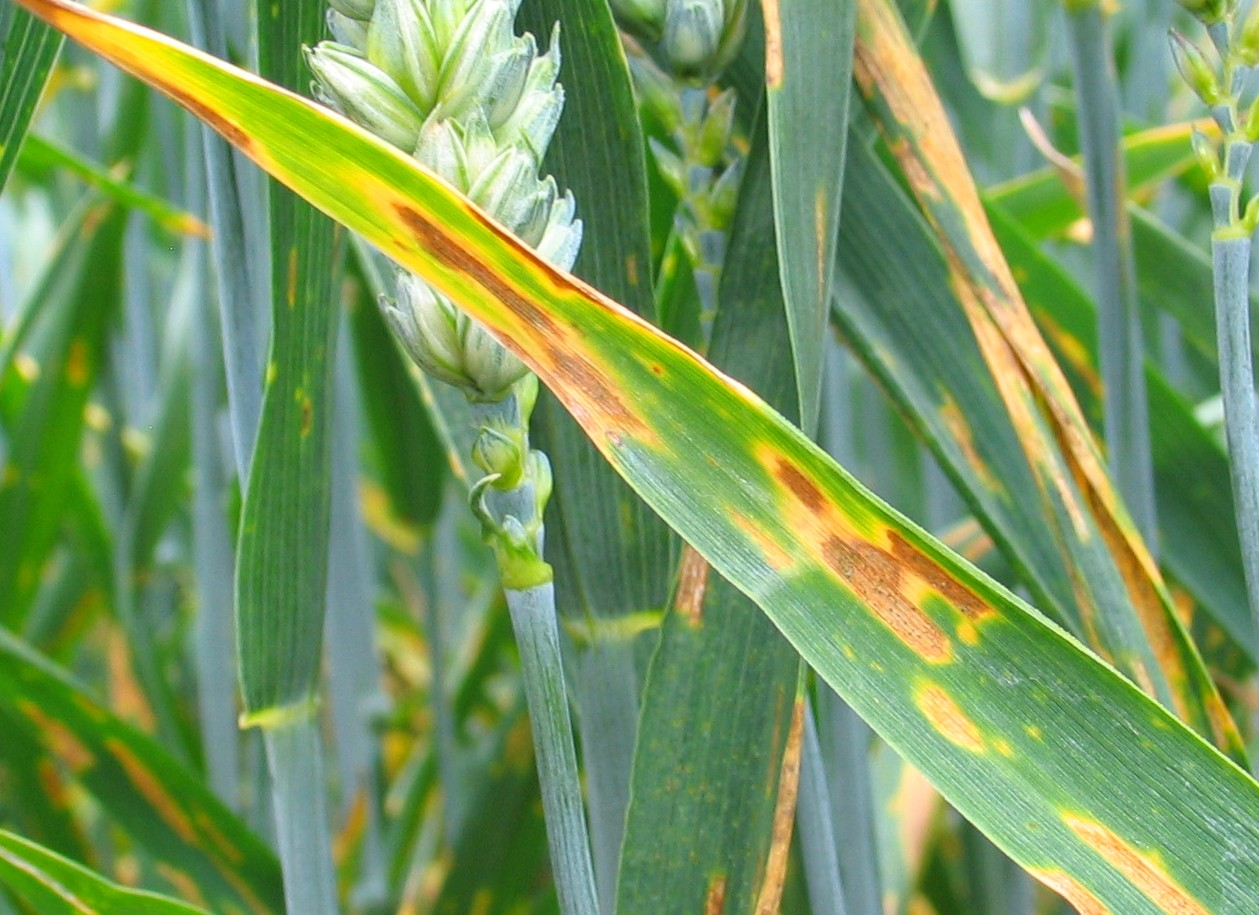
Ferrugem do trigo, um fungo endófito.

Capnodiales é uma ordem de fungos da classe Dothideomycetes, que inclui uma grande diversidade de espécies de bolores filamentosos de aspecto grisáceo. Algumas das espécies ocorrem como fungos liquenizados, mas a maioria são epífitos formadores massas de células escuras sobre as folhas de plantas.

## Descrição
A ordem foi constituída inicialmente com base na família Capnodiaceae, um taxon que agrupa um conjunto de espécies epífitas, conhecidas pelo nome comum de fuligem ou ferrugem, que formam massas de células pretas sobre as folhas das plantas, estruturas frequentemente associados com a presença de melada secretado por insectos que se alimentam da seiva da planta hospedeira.
A diversidade desta ordem foi substancialmente expandido pela adição de várias famílias anteriormente consideradas independentes. Com essa adição, passou a incluir sapróbios, endófitos, patógenos de plantas, líquenes e microfungos incrustantes das rochas.
As novas adições incluem o género Mycosphaerella, o qual contém os agentes causais de diversas fitopatologias de importância económica e para diversas culturas arvenses e de árvores. Um pequeno número desses fungos são também capazes de parasitar os seres humanos e animais, incluindo espécies capazes de colonizar as raízes dos cabelo humanos e causar tricosporose (Piedraia hortae).